# Crepidostomum transmarinum
Crepidostomum transmarinum är en plattmaskart. Crepidostomum transmarinum ingår i släktet Crepidostomum och familjen Allocreadiidae. Inga underarter finns listade i Catalogue of Life.